# Anunáqui

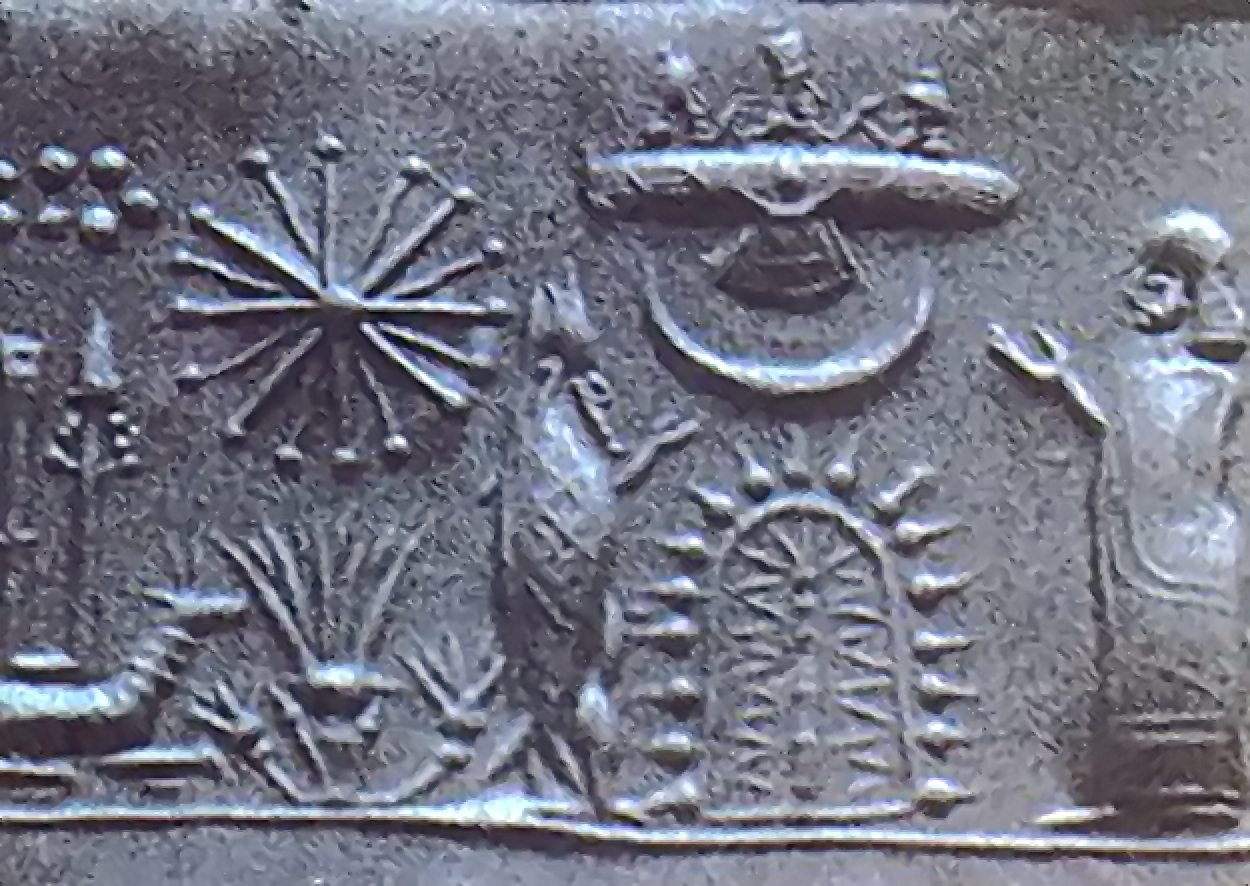
Antigo selo Sumério retratando os Anunáqui

Anunáqui (𒀭𒀀𒉣𒈾; "da-nuna", "da-nun-na-ke4-ne", ou "da-nun-na", literalmente: "Filho(s) de Anu"), cujo significado pode ser entendido como  "descendência da realeza" ou "prole do príncipe" são um grupo de divindades sumérias, acádias e babilônicas.
Os Anunáqui eram creditados como sendo descendentes de Anu (ou An), o deus sumério do céu, e sua consorte, a deusa da terra Ki. Samuel Noah Kramer associa Ki com a deusa mãe suméria Ninursague, afirmando que eram originalmente a mesma figura. O mais antigo dos Anunáqui foi Enlil, o deus do ar e chefe do panteão sumério. Os sumérios acreditavam que, até Enlil nascer, a terra e o céu não haviam sido separados. Então, Enlil dividiu a terra e o céu em dois e levou consigo a terra enquanto seu pai Anu levou consigo o céu.
Sua relação com o grupo de deuses conhecido como Iguigui não é clara. Às vezes os nomes são usados como sinônimos, mas, no mito do dilúvio de Atrahasis, os Iguigui têm de trabalhar para os Anunáqui, rebelando-se após 40 dias e substituídos com a criação dos seres humanos. Jeremy Black e Anthony Green oferecem uma perspectiva ligeiramente diferente sobre os Iguigui e Anunáqui, escrevendo que "lgigu ou Iguigui é um termo introduzido no período babilônico antigo como um nome para os (nove) "grandes deuses". Embora, por vezes, mantivesse esse sentido em períodos posteriores, desde o período Babilônio Médio é geralmente usado para se referir aos deuses do céu coletivamente, assim como o termo Anunacu (Anúna) foi posteriormente usado para se referir aos deuses do submundo. No épico de criação, dizem que há 300 lgigi do céu."

## Pseudoarqueologia-história moderna
Em seu livro de 1976, The Twelfth Planet (O 12o. planeta), o autor russo-americano Zecharia Sitchin, um dos tradutores dos tabletes sumerianos, alegou que os Anunáqui seriam uma raça de  seres extraterrestres do planeta não descoberto  Nibiru, que veio à Terra cerca de 500.000 anos atrás para minerar ouro. Segundo Sitchin, os Anunáqui usaram  engenharia genética para criar o homo erectus para serem seus escravos. Sitchin alegou que os Anunáqui foram forçados a deixar a Terra quando as geleiras da Antártica derreteram, devido à passagem do planeta onde eles habitavam, Nibiru, causando o Dilúvio de Noé (Zilsudra), o que também destruiu as bases dos Anunáqui na Terra; eles tiveram que ser reconstruídos e os Nefilim (nome que se refere aos Anunáqui no livro apócrifo de Enoque), necessitando de mais humanos para ajudar nesse esforço maciço, ensinaram-lhes agricultura. Ronald H. Fritze escreve que, de acordo com Sitchin, "os Anunáqui construíram as pirâmides e todas as outras estruturas monumentais de todo o mundo que os teóricos dos antigos astronautas consideram tão impossíveis de construir sem tecnologias altamente avançadas". Sitchin também alegou que os Anunáqui haviam deixado para trás híbridos humano-alienígenas, alguns dos quais ainda hoje estão vivos, mas desconhecem sua origem alienígena. Sitchin expandiu essa mitologia em trabalhos posteriores, incluindo The Stairway to Heaven (1980) e The Wars of Gods and Men (1985); em The End of Days: Armageddon and the Prophecy of the Return (2007), Sitchin previu que os Anunáqui retornariam à Terra, possivelmente em 2012, correspondendo ao final do calendário mesoamericano.
Os escritos de Sitchin foram universalmente rejeitados pelos historiadores. Os livros de Sitchin são considerados pseudo-história, salientando que Sitchin aparentemente deturpa deliberadamente textos sumérios, citando-os fora de contexto, truncando citações e traduzindo erroneamente palavras sumérias para lhes dar significados radicalmente diferentes de suas definições aceitas. No entanto, porque Sitchin trabalhou à sombra da obra de Erich von Däniken, amplamente divulgada em Eram os Deuses Astronautas?, ele conseguiu escapar da atenção de desmascaradores, permitindo que suas teorias se tornassem mais influentes. Embora o próprio Sitchin tenha descrito os Anunáqui como  humanoides, em livro publicado em 1994, o teórico da conspiração Arthur Horn propôs que eles eram realmente reptilianos. O teórico britânico da conspiração David Icke expandiu ainda mais essa tese alegando que as linhagens alienígenas sobreviventes mencionadas por Sitchin eram as da "Irmandade da Babilônia"; uma raça de alienígenas reptilianos que mudam de forma que secretamente controlam todos os governos do mundo e mantêm os humanos escravizados, usando os Illuminati como uma de suas peças figurativas de xadrez.
 